# Nephropathie
Nephropathie (von altgriechisch νεφρός nephros „Niere“, und πάθος pathos „Leiden“, „chronische Krankheit“) oder Nierenerkrankung bzw. Nierenkrankheit sind Bezeichnungen für Erkrankungen der Niere (Nierenkrankheiten).
Der Begriff wird meist für Nierenerkrankungen degenerativer und toxischer Natur verwendet. Er wurde 1905/1917 von Friedrich von Müller als Kennzeichnung einer eigenen Gruppe von Nierenerkrankungen eingeführt (welche nach Hugo Ribbert auch mit dem Wort Nephrosen bezeichnet werden). Gemeint sind nicht entzündliche, zum Beispiel auch toxische oder erbliche, Nierenschädigungen wie:
- Nierenkrankheiten durch Medikamente:[3]
  - Analgetikanephropathie: durch langjährigen Missbrauch bestimmter Analgetika (früher „Phenazetin-Niere“, heute zum Beispiel Diclofenac).
  - Lithium-Nephropathie: eine Nierenerkrankung, die bei der Lithiumtherapie bipolarer Störungen auftreten kann.
  - Nephropathie durch Chemotherapeutika wie z. B. Cisplatin
  - Kontrastmittel-Nephropathie (auch Kontrastmittel-induzierte oder Kontrastmittel-assoziierte Nephropathie): Verschlechterung der Nierenfunktion nach intravasaler Applikation iodhaltiger Kontrastmittel[4]
  - Chronische Transplantatnephropathie: eine häufig durch bestimmte Immunsuppressiva verursachte Funktionseinbuße einer Spenderniere nach einer Nierentransplantation.
  - Balkan-Nephropathie: eine endemisch in einigen Regionen des Balkan auftretende chronisch-toxische Nierenerkrankung, die hauptsächlich durch Aristolochiasäuren verursacht ist.
- Nierenfunktionsstörungen während Narkose oder Intensivtherapie.[5]
- Cast-Nephropathie: klassische Form der Nierenschädigung bei Multiplem Myelom.
- Crush-Niere
- IgA-Nephropathie
- Diabetische Nephropathie: Spätkomplikation nach jahrelangem Diabetes mellitus.
- Hypertensive Nephropathie (Nephrosklerose): durch eine jahrelang Erhöhung des Blutdrucks

Im Jahr 1826 unterschied der deutsche Arzt Georg König bei seinem Versuch, die Nierenkrankheiten nach pathologisch-anatomischen Befunden zu ordnen, in seinen Praktischen Abhandlungen über die Krankheiten der Nieren 17 verschiedene Formen von organischen Nierenveränderungen. König stellte sich seinerzeit noch die Frage, ob es sich bei den Nieren um harnausscheidende oder um harnbildende Organe handelt. Obwohl Friedrich von Müller bereits 1905 die nephrotischen von den nephritischen Krankheitsformen getrennt hatte, werden entzündliche (immunologische bzw. autoimmunologische) Nierenerkrankungen oft mit Nephropathie bezeichnet, beispielsweise die zu den idiopathischen Glomerulonephritiden zählende IgA-Nephropathie oder die IgG4-assoziierte Nephropathie, eine Autoimmunerkrankung.
Allgemein wird unter einer Nephrose jede histologisch nachweisbare Nierenkrankheit (Nierenparenchymkrankheit mit Veränderung des Parenchyms, mit Entartung der Epithelien) verstanden. Klinisch werden dagegen die nephrotischen (Adjektiv von Nephrose) von den nephritischen (Adjektiv von Nephritis) Nierenerkrankungen abgegrenzt, insbesondere seit die Virchowsche Lehre von der parenchymatösen Entzündung durch einen konkreteren Entzündungsbegriff abgelöst wurde; Unterscheidungsmerkmale sind die Entzündungszeichen. Analog wird zwischen einem nephritischen Syndrom und einem nephrotischen Syndrom unterschieden.
Eine klassische Beschreibung doppelseitiger Nierenerkrankungen mit den Symptomen Ödeme, Herzhypertrophie und Augenhintergrundveränderungen erfolgt 1827 durch Richard Bright. Der Engländer Samuel Wilks (1824–1911) vom Guy’s Hospital beschrieb 1862 Formen von Nierenschrumpfung und sah einen Zusammenhang mit einer Erkrankung der Arterien. Weitere Pioniere in der Erforschung der Nierenkrankheiten waren Franz Volhard und Theodor Fahr, Thomas Addis sowie Donald D. Van Slyke und Homer Smith.
A. Ellis unterteilte die Nierenerkrankungen in einen Typ I (Nephritiden) und einen Typ II (Nephrosen). Zu den Nephrosen zählen etwa die Minimal-Change-Glomerulonephritis (Lipoidnephrose), die Amyloidnephrose, die Plasmozytom-Niere (Cast-Nephropathie), die Glomerulosklerose und weitere Nierenerkrankungen mit tubulären Ablagerungen.
Nach Wilhelm Nonnenbruch (1887–1955) werden die (seltenen) renalen von den (häufigen) extrarenalen Nierensyndromen unterschieden. Unterscheidungskriterium ist hier die Nachweisbarkeit beziehungsweise das Nichtvorhandensein von histologischen, parenchymatösen oder epithelialen Veränderungen im Nierengewebe als hinreichende kausale Ursache einer Niereninsuffizienz. Man muss also an die Niereninsuffizienz ohne Nierenkrankheit denken. Carl-Erich Alken spricht diesbezüglich von einer Nierenbeteiligung bei nichtrenalen Nierenerkrankungen. 70 bis 80 Prozent der Fälle von akutem Nierenversagen beruhen auf solchen Extrarenalsyndromen („zirkulatorisch-ischämisches Nierenversagen“).

## Ältere Literatur
- Richard Bright: Cases and observations, illustrative of renal disease accompanied with the secretion of albuminous urine. In: Guy's Hospital Reports. 1836, S. 338–379.
- Franz Volhard, Theodor Fahr: Die Brightsche Nierenkrankheit. Springer-Verlag, Berlin 1914.
- Franz Volhard: Die doppelseitigen hämatogenen Nierenerkrankungen (Bright’sche Krankheit). In: L. Mohr, Rudolf Staehelin (Hrsg.): Handbuch der inneren Medizin. Band 3. Springer-Verlag, Berlin/Heidelberg 1918; Abdruck ebenda, ISBN 978-3-662-42272-4.
- Franz Volhard: Die doppelseitigen hämatogenen Nierenerkrankungen. In: Gustav von Bergmann, Rudolf Staehelin (Hrsg.): Handbuch der inneren Medizin. 2. Auflage. Band 6 in 2 Teilen. Verlag von Julius Springer, Berlin/Heidelberg 1931; Abdruck von Teil 2 (S. 1025–2140) ebenda, ISBN 978-3-662-42701-9.
- Fritz Munk: Klinische Diagnostik der degenerativen Nierenerkrankungen. In: Zeitschrift für Klinische Medizin. Band 78, 1913, S. 1–52.
- Fritz Munk: Pathologie und Klinik der Nephrosen, Nephritiden und Schrumpfnieren. Einführung in die moderne klinische Nierenpathologie. Berlin/Wien 1918.
- Wilhelm Haberling: Geschichtliches über Erkrankungen und Verletzungen der Nieren. In: Medizinische Welt. Band 9, (Berlin) 1935, S. 1449–1451.
- Wilhelm Nonnenbruch: Die doppelseitigen Nierenkrankheiten – Morbus Brightii. Ferdinand Enke Verlag, Stuttgart 1949.
- Gustav von Bergmann, Walter Frey (Hrsg.): Nieren und ableitende Harnwege. In: Handbuch der inneren Medizin. 4. Auflage. 8. Band, Springer-Verlag, Berlin/Göttingen/Heidelberg 1951.
- Joachim Frey: Krankheiten der Niere, des Wasser- und Salzhaushaltes, der Harnwege und der männlichen Geschlechtsorgane. In: Ludwig Heilmeyer (Hrsg.): Lehrbuch der Inneren Medizin. Springer-Verlag, Berlin/Göttingen/Heidelberg 1955; 2. Auflage ebenda 1961, S. 893–996, insbesondere S. 905–990.
- Karl Eduard Rothschuh: Zur Geschichte der Nierenpathologie. In: Verhandlungen der deutschen Gesellschaft für Pathologie. 49. Tagung, 1965, S. 11–14.
- Herbert Schwiegk (Hrsg.): Nierenkrankheiten. In: Handbuch der inneren Medizin., 5. Auflage. 8. Band, 3 Teile, Springer-Verlag, Berlin / Heidelberg / New York 1968, ISBN 3-540-04152-4.